# 高マグネシウム血症
高マグネシウム血症（こうマグネシウムけっしょう）は血中のマグネシウム濃度が上昇する電解質代謝異常症で、何らかの原因でマグネシウムの代謝（排出）が正常に行われないと発症する。

## 原因
一般的には、腎不全などの代謝機能の低下状態でマグネシウムを含む胃腸薬や便秘薬を摂取している場合に発症する。
原因別に分類すると、
1. 腎機能低下による腎排泄減少
  - 急性・慢性腎不全
2. ホルモンによる尿細管性再吸収亢進
  - 甲状腺機能低下症[2]、慢性原発性副腎皮質機能低下症（アジソン病）
3. マグネシウム過剰負荷
  - マグネシウム含有制酸薬、酸化マグネシウム（緩下剤）、浣腸剤、マグネシウム含有剤の静注・筋注、高マグネシウム透析液、ミルク・アルカリ症候群[3]
4. 腸管吸収の亢進
  - ビタミンD、リチウム
5. その他
  - 細胞崩壊、急性肝炎、白血病、糖尿病性ケトアシドーシス

## 症状
- 精神症状：倦怠感、無関心、傾眠
- 筋肉障害：筋力低下、筋硬直
- 循環器症状：徐脈性不整脈、起立性低血圧
- 神経症状：腱反射低下、意識障害[4]
- 消化器症状：悪心、嘔吐
- その他：排尿障害、運動失調、構音障害[5]（広義の言語障害のうち、意図した音が正しく発声できない状態）

合併症高カリウム血症
このうち、最も致命的な症状は徐脈性不整脈による血圧低下である。重症の場合には死亡することもある。そのため、マグネシウム含有製剤の腎不全患者への投与は原則禁忌である。

## 診断
緩下剤（便秘薬）などのマグネシウム含有製剤または食品を摂取している腎不全患者に起こる。腎機能の正常な人に起こることはない。血液中のマグネシウム濃度3mg/dl以上で、診断が確定する。

## 治療
自尿の保たれている腎不全患者で、症状が軽度の場合は、マグネシウム製剤の投与を停止し、生理食塩水や乳酸リンゲル液の輸液により尿中への排出を促す。透析患者など腎からの排泄が期待できない場合や、高度の徐脈性不整脈や意識障害を合併している場合は、グルコン酸カルシウム注射液（カルチコール）を投与した上で、人工透析を行う。